# Landschaftsschutzgebiet Rothaarvorhöhen, Typ A
Das Landschaftsschutzgebiet Rothaarvorhöhen, Typ A mit 9.400 ha Flächengröße liegt im Kreis Olpe. Es wurde 2020 durch den Kreistag des Kreises Olpe als Landschaftsschutzgebiet (LSG) vom Typ B (Allgemeiner Landschaftsschutz) mit dem Landschaftsplan  Nr. 5 Rothaarvorhöhen zwischen Olpe und Altenhundem ausgewiesen. Das LSG befindet sich auf den Stadtgebieten von Lennestadt, Olpe und Kirchhundem. Das LSG geht bis an Siedlungsränder. Teile des LSG sind temporär ausgewiesen. Die temporären Festsetzungen bestehen nur bis zur Inanspruchnahme der Flächen als Bauland. Von 1984 bis 2020 gehörten die Flächen zum Landschaftsschutzgebiet Kreis Olpe.

## Beschreibung
Das LSG umfasst großen+ zusammenhängenden Waldflächen auf den Höhenzügen beiderseits des Veischedetals und insbesondere im Süden des LSG eine verhältnismäßig kleinteilige,
grünlanddominierte und durch kleinere Waldflächen gegliederte Kulturlandschaft. Für den Strukturreichtum sorgen zahlreiche Fließgewässer für ein reich gegliedertes
Landschaftsrelief. Eine Vielzahl kulturhistorischer Elemente und Strukturen zeugen von der ehemaligen Siedlungs- und Wirtschaftstätigkeit der Menschen. So liegen im LSG Waldwiesentäler, Hecken auf ehemaligen Ackerterrassen, Baumreihen entlang historischer Wegeverbindungen, knorrige Hudebäume und tiefe Hohlwege. Auch Wälle, Mulden und Böschungen von Pingen, Halden, Stollen und Meilerplatten. Die große Standort- und Strukturvielfalt sorgt für ein Mosaik an Biotopen und Lebensräumen.

## Schutzzweck
Der Landschaftsplan führt zum Schutzzweck aus: 
- „zur Erhaltung, Entwicklung und Wiederherstellung der Leistungs- und Funktionsfähigkeit des Naturhaushalts oder der Regenerationsfähigkeit und nachhaltigen Nutzungsfähigkeit der Naturgüter,einschließlich des Schutzes von Lebensstätten und Lebensräumen bestimmter wildlebender Tier- und Pflanzenarten, insbesondere südlich einer Linie Olpe – Rehringhausen – Neuenkleusheim für charakteristische Vogelarten des Offenlandes, wie z. B. Rotmilan, Neuntöter, Feldlerche und Goldammer sowie zum Schutz der Niederwälder, nördlich davon für charakteristische Vogelarten alter Wälder, wie z. B. Schwarzstorch, Grauspecht und Raufußkauz, westlich Grevenbrück für typische Vogelarten der Ackerlandschaften (vor allem Feldlerche),“
- „wegen der Vielfalt, Eigenart und Schönheit oder der besonderen kulturhistorischen Bedeutung der Landschaft und“
- „wegen ihrer besonderen Bedeutung für die Erholung.“[1]

## Gebote
Für das LSG wurden fünf spezielle Gebote erlassen:
- „in den Bachauen standortfremde Gehölze zu entfernen und durch standortgerechte und standortheimische Arten oder – unter bestimmten naturschutzfachlichen Erfordernissen – durch extensives Grünland zu ersetzen,“
- „strukturreiche, durch Hecken, Feldgehölze, Böschungskanten und Baumbestände gegliederte, Landschaftsräume in ihrem Erscheinungsbild zu erhalten,“
- „die bedeutsamen Kulturlandschaftsbereiche in ihrer Ausprägung und ihrem Erscheinungsbild zu erhalten,“
- „vielstufige, naturnahe Waldränder zu entwickeln, zu erhalten und zu optimieren,“
- „Gesteinsaufschlüsse und Bodenbildungen von erdgeschichtlichem Zeugniswert (Geotope) für Zwecke der Umweltbildung zu erschließen, soweit Belange des Biotop- und Artenschutzes dem nicht entgegenstehen.“[1]

Der Landschaftsplan führt zu den Geboten zudem auf: „Soweit die Gebotsregelungen in Pflege- und Entwicklungsmaßnahmen münden, sollen diese ausschließlich über freiwillige vertragliche Vereinbarungen umgesetzt werden.“